# Bulevar
Bulevar (serb. Булевар) – jugosłowiański zespół nowofalowy.

## Historia
Zespół powstał w 1978 roku z inicjatywy gitarzysty Nenada Stamatovicia, wokalisty Dejana Cukicia, perkusisty Predraga Jakovljevicia i basisty Branko Isakovicia. Grupa przyjęła nazwę od belgradzkiego bulwaru Króla Aleksandra, w pobliżu którego mieszkali członkowie zespołu. Grupa rozpadła się w 1982 roku po wykonaniu ostatniego koncertu w Skopje.

## Dyskografia

### Albumy studyjne
- Loš i mlad (PGP RTB, 1981)
- Mala noćna panika (PGP RTB, 1982)

### Kompilacje
- Svi marš na ples (Jugoton, 1981)
- Nestašni dečaci (PGP RTS, 2008)

### Single
- Moje bezvezne stvari / Nemam ništa važno da te pitam (Jugoton, 1980)
- Nestašni dečaci / Moja lova, tvoja lova (Jugoton, 1980)